# Al-Muqtadi
Abu l-Qasim Abdallah ibn Muhammad adh-Dhachira ibn Abdallah al-Qa'im al-Muqtadi bi-amri 'llah (arabisch أبو القاسم عبد الله بن محمد الذخيرة بن عبد الله القائم المقتدي بأمر الله, DMG Abū ’l-Qāsim ʿAbd Allāh b. Muḥammad aḏ-Ḏaḫīra b. ʿAbd Allāh al-Qāʾim al-Muqtadī bi-amri ’llāh) war der siebenundzwanzigste Kalif der Abbasiden (1075–1094).

## Geschichte
Al-Muqtadi wurde als Sohn von Kalif al-Qa'im und einer armenischen Sklavin geboren.
Wie sein Vorgänger, sein Vater al-Qaim (Kalif 1031–1075), unterstand al-Muqtadi der Schutzherrschaft der Seldschuken. Er hatte keinerlei politischen Einfluss, doch wurde auch der Anspruch der Kalifen allein die Legitimationsmacht für militärische Eroberungen zu besitzen u. a. von Nizam al-Mulk, dem Wesir der Seldschuken bestritten (siehe auch unter: Kalifat – Die Theorie des Kalifats).
Durch die Verletzung dieser Interessen waren die Beziehungen zwischen den Seldschuken und Abbasiden bald so schlecht, dass Malik Schah I. (1072–1092) al-Muqtadi eine Übersiedlung nach Damaskus oder in den Hedschas nahegelegt haben soll. Seit 1089 kam es aber durch Bemühungen von Malik Schah und Nizam al-Mulk zu einer leichten Verbesserung der Beziehungen. Nachfolger von al-Muqtadi wurde al-Mustazhir (1094–1118).

## Familie, Nachkommen, Konkubinen
Al-Muqtadi heiratete im Jahr 1087 Māh-i Mulk, eine Tochter von Sultan Malik Schah I., die am 31. Januar 1088 einen Sohn namens Dscha'far gebar. Der Kalif begann jedoch bald sie zu meiden und 1089 kehrte sie mit seiner Erlaubnis nach Chorasan zurück, wo sie um 1091 verstarb; ihr Sohn wurde nach Bagdad zurückgebracht, wo er 1093 im Kleinkindalter ebenfalls verstarb und auf dem Ruṣāfa-Friedhof unweit der Kalifengräber bestattet wurde.